# Beires (kommun)
Beires är en kommun i Spanien.   Den ligger i provinsen Provincia de Almería och regionen Andalusien, i den södra delen av landet, 400 km söder om huvudstaden Madrid. Antalet invånare är 111. Arean är 39 kvadratkilometer. Beires gränsar till Almócita och Abrucena. 
Terrängen i Beires är bergig.